# Banksia prionophylla
Banksia prionophylla är en tvåhjärtbladig växtart som beskrevs av A.R.Mast & K.R.Thiele. Banksia prionophylla ingår i släktet Banksia och familjen Proteaceae. Inga underarter finns listade i Catalogue of Life.